# Adrian Lyne
Adrian Lyne (født 4. marts 1941 i Peterborough, Cambridgeshire, England) er en filminstruktør fra Storbritannien. 

## Tidlig karriere
Han startede sin karriere som instruktør for reklamefilm i England på 1970'erne, sammen med instruktører som Ridley Scott, Alan Parker og Tony Scott. Hans første spillefilm, teenagedramaet Foxes (1980), med Jodie Foster i hovedrollen og Randy Quaid i en anden stor rolle, fik stor succes. Men Adrian Lynes store gennembrud kom først i hans næste film, Flashdance (1983), med Jennifer Beals i hovedrollen som den eksotiske natklub-dansere Alex Owen, som drømmer om en karriere som klassisk danser. Her udmærkede Adrian Lyne sig som en instruktør med speciale for sans og erotiske scener.

## Drama, spænding og erotik
De fleste af Adrian Lynes film er spændings-dramaer med erotisk og sensuelt indhold. I hans næste film, Nine 1/2 Weeks (1986), gik han længere i de erotiske beskrivelser. Denne erotiske historie om John, spillet af Mickey Rourke, og Elizabeth spillet af Kim Basinger, handler hovedsageligt om et forhold som baserer sig på et farligt sexspil, men da de ikke kender hinanden godt på andre planer. Efterhånden som Johns sociopatiske træk kommer frem, bliver forholdet mere og mere kompliceret – og farligt. Filmen blev en stor succes.
Lignende tematik gentog sig i hans næste film, Farligt begær (1987). Men her var rollerne byttet om – og kvinden, spillet af Glenn Close, er sociopaten og Michael Douglas den uheldige mand som roder sig ud i den forkerte kvinde. Han og hans familie bliver terroriseret af den jaloux og samvittighedsløse kvinde. Filmen blev nomineret til seks Oscars, bl.a. for "Bedste film", "Bedste instruktør" og "Bedste kvindelige hovedrolle".
Farligt Begær bevægede sig nærmere en thriller/gyserfilm, og dette fulgte Adrian Lyne op med sin næste film; gyserfilmen Jacobs Ladder (1990) med Tim Robbins i hovedrollen. Derefter fulgte det erotiske drama Et frækt tilbud (1993) med Demi Moore, Robert Redford og Woody Harrelson på rollelisten.
Hans næste film, Lolita (1997) var et remake af Stanley Kubricks kontroversielle film fra 1962. I Adrian Lynes version af filmen spiller Jeremy Irons den ældre herremand som forelsker sig i – og indleder et seksuelt forhold til – den 13 år gamle pige Lolita, spillet af Dominique Swain. I andre bærende roller her finder vi også Melanie Griffith og Frank Langella.
Hans sidste film, Unfaithful (2002) med Richard Gere og Diane Lane i hovedrollerne ledede til en Oscar-nominering, for "Bedste kvindelige hovedrolle".
Adrian Lyne var aktuel som instruktør for filmen Starman (1984) for producent Michael Douglas, men instruktør-arbejdet gik til sidst til gyserfilm-mesteren John Carpenter.

## Filmografi
- 1980 – Foxes
- 1983 – Flashdance
- 1986 – Nine 1/2 Weeks
- 1987 – Farligt begær
- 1990 – Jacob's Ladder
- 1993 – Et frækt tilbud
- 1997 – Lolita
- 2002 – Unfaithful